# Ferdinand von Zeppelin
Ferdinand Adolf Heinrich August von Zeppelin (uttalas [fånn tséppelinn]), född 8 juli 1838 i Konstanz, död 8 mars 1917 i Charlottenburg, var en tysk greve, militär och uppfinnare. 
Zeppelin studerade i Polytechnikum i Stuttgart, genomgick krigsskolan i Ludwigsburg och blev 1858 officer samt deltog 1863 i amerikanska inbördeskriget, varvid han för första gången företog en ballonguppstigning, med en ballon captif. 1866 deltog han i det tyska enhetskriget och några år senare även i det fransk-tyska kriget. Zeppelin blev 1883 Württembergs militärfullmäktige i Berlin, var 1887–1890 Württembergs sändebud där, tog 1890 avsked som generallöjtnant från militärtjänsten, blev general à la suite och 1905 kavallerigeneral. 
Mest känd gjorde sig Zeppelin som luftskeppskonstruktör. Från 1890 ägnade han sig åt byggande av styrbara luftskepp. Han grundade för tillverkningen företaget Zeppelin. Den 2 juli 1900, över Bodensjön, företog Zeppelin den första uppstigningen med det 128 meter långa luftskeppet LZ 1. År 1906 hade han lyckats med skapandet av den typ av styrbara ballongfartyg, som efter honom kallas zeppelinare. Zeppelinare i en ytterligare förbättrad version spelade under första världskriget en betydande roll och användes av tyskarna i hela eskadrar för räder till olika delar av de fientliga länderna för rekognosering och för bombning. 
Zeppelin hade många motgångar. Trots upprepade olyckshändelser, bland annat en allvarlig katastrof vid Echterdingen 1908, lyckades von Zeppelin genom okuvlig energi samla medel för experimentens fortsättning och nå de mål han satt upp. En mängd utmärkelser kom honom till del. Han blev hedersdoktor vid Polytechnikum (1906), hedersdoktor vid universitetet i Tübingen, hedersborgare i Konstanz, Stuttgart, Ulm, München, Friedrichshafen och Baden-Baden, förste hedersledamot av Deutsches Museum i München (1917), och Verein deutscher Ingenieure tilldelade honom 1908 Grashofguldmedaljen.